# 1-і Бутирки
1-і Бутирки (рос. 1-е Бутырки) — присілок в Черемисиновському районі Курської області Російської Федерації.
Населення становить 50 осіб. Входить до складу муніципального утворення Стакановська сільрада.

## Історія
Населений пункт розташований на території українського етнічного та культурного краю Східна Слобожанщина.
Від 2004 року входить до складу муніципального утворення Стакановська сільрада.

## Населення
| 2002 | 2010 |
| ---- | ---- |
| 53   | ↘50  |